# Duessa
Duessa is een geslacht van vlinders van de familie bladrollers (Tortricidae), uit de onderfamilie Olethreutinae.

## Soorten
- D. atriplaga Clarke, 1976
- D. marquesana Clarke, 1986
- D. phaeostropha Clarke, 1976
- D. pleurogramma Clarke, 1976